# 毗沙都督府
毗沙都督府，唐羁縻都督府。唐高宗时在古于阗国置，治所在于阗（今新疆维吾尔自治区和田县）。属安西都护府。开元七年（719年）后为唐安西四镇之一。贞元六年（790年）后废。 